# As/Is
Albums de John Mayer
Any Given Thursday
(2003) Continuum
(2006)
As/Is est le deuxième album live de John Mayer. D'abord disponible sur iTunes, il sera réédité par la suite dans un double CD. Cet album reprend plusieurs interprétations en concert de Mayer faites lors de sa tournée aux États-Unis en 2004.